# La Estrella (Chili)
Pour les articles homonymes, voir La Estrella.
La Estrella est une commune du Chili faisant partie de la province Cardenal Caro, elle-même rattachée à la région O'Higgins. En 2012, sa population s'élevait à 6 118 habitants. La superficie de la commune est de 435 km2 (densité de 14 hab./km2),.
La commune a été créée en 1891. Sur l'emplacement de la commune avait été édifié en 1635 un couvent de l'ordre des Augustins destiné à évangéliser les indigènes. La commune se trouve dans une région de collines basses faisant partie de la Cordillère de la Côte. La Estrella se trouve à environ 150 kilomètres au sud-ouest de la capitale Santiago et 30 kilomètres à l'est de Pichilemu capitale de la Province Cardenal Caro. L'activité est principalement tournée vers la production agricole (blé, pois chiches, lentilles, pois, , maïs, orge, fruits) la fabrication de boissons et l'élevage de moutons, de chèvres et de bovins.

Position de La Estrella (en rouge) au sein de la Province de Cachapoal.